# Gordan Irović
Gordan Irović (in serbo Гордан Ировић?; Belgrado, 2 luglio 1934 – Monaco di Baviera, 1995) è stato un calciatore jugoslavo, di ruolo portiere.